# Ärentuna
Ärentuna är en by i Uppsala kommun, ca 15 km norr om Uppsala. Den är kyrkby i Ärentuna socken, och är platsen för Ärentuna kyrka.

## Historia
Ärentuna omnämndes år 1314 som en del av provincia Norundh af Tiundia, det vill säga Norunda härad i det dåtida Tiundaland, tillika kontrakt. Byn omtalas dock första gången redan 1290. På 1500-talet utgjordes Ärentuna by av kyrkoherdebostället i Ärentuna socken, en utjord tillhörig Uppsala domkyrka (senare Gustaf Vasas privata jord, som slutligen doneras av Gustaf II Adolf till Uppsala universitet), samt två, senare tre utjordar tillhöriga Fjuckby.
Den tidigare Ärentuna socken dominerades av jordbruk.

## Föreningsliv
I Ärentuna finns bland annat en skytteförening och en scoutkår. Bygdegården, belägen intill kyrkan, drivs av den lokala bygdegårdsföreningen.